# Lógica polissortida
A lógica polissortida pode refletir formalmente a nossa intenção de não lidar com o universo como um conjunto homogêneo de objetos, mas particionar isso de uma maneira que é semelhante aos de tipos em linguagens tipadas. Ambos funcionais e assertivas "partes do discurso" na linguagem da logica refletem essa partição tipificada do universo, mesmo no nível de sintaxe: substituição e argumento de passagem só pode ser feito em conformidade, respeitando os "tipos".
Há mais maneiras de formalizar a intenção acima mencionada; a  Lógica polissortida  é qualquer pacote de informação que o preenche. Na maioria dos casos, são os seguintes dados:
- um conjunto de tipos, S
- uma generalização adequada da noção de assinatura ara ser capaz de lidar com a informação adicional que vem com os tipos.

O universo de discurso de qualquer estrutura dessa assinatura é então fragmentada em subconjuntos dijuntos, um para cada tipo.

## Exemplo
Ao refletirmos sobre criaturas biológicas, é útil distinguir dois tipos: {\displaystyle {\textit {plant}}} and {\displaystyle {\textit {animal}}}. Enquanto uma função {\displaystyle {\textit {mother}}:{\textit {animal}}\longrightarrow {\textit {animal}}} faz sentido, uma função similar {\displaystyle {\textit {mother}}:{\textit {plant}}\longrightarrow {\textit {plant}}} usualmente não faz não faz. Lógica polissortida permite um ter termos como {\displaystyle {\textit {mother}}({\textit {lassie}})}, mas discartar termos como {\displaystyle {\textit {mother}}({\textit {my\_favorite\_oak}})} como sintaticamente mal formado.

## Álgebra
A álgebra da lógica polissortida é explicada em um artigo de Caleiro e Gonçalves, que generaliza a lógica algébrica abstrata para o caso polissortido, mas também pode ser usado como material introdutório.

## Lógica ordem-sortida
Enquanto Lógica polissortida requer dois diferentes tipos para ter conjuntos universo dijuntos, lógica ordem-sortida permite um tipo {\displaystyle s_{1}} para ser declarado como um subtipo de outro tipo. {\displaystyle s_{2}}, usualmente escrevendo{\displaystyle s_{1}\subseteq s_{2}} ou sintaxe similar. No exemplo abaixo, é desejável declarar
{\displaystyle {\textit {dog}}\subseteq {\textit {carnivore}}},
{\displaystyle {\textit {dog}}\subseteq {\textit {mammal}}},
{\displaystyle {\textit {carnivore}}\subseteq {\textit {animal}}},
{\displaystyle {\textit {mammal}}\subseteq {\textit {animal}}},
{\displaystyle {\textit {animal}}\subseteq {\textit {creature}}},
{\displaystyle {\textit {plant}}\subseteq {\textit {creature}}},
e assim por diante.
Onde um termo de um tipo {\displaystyle s} é requerido, um termo de qualquer subtipo {\displaystyle s} pode ser fornecido em seu lugar. Por exemplo, assumindo uma declaração de função {\displaystyle {\textit {mother}}:{\textit {animal}}\longrightarrow {\textit {animal}}}, e uma declaração constante {\displaystyle {\textit {lassie}}:{\textit {dog}}}, o termo  {\displaystyle {\textit {mother}}({\textit {lassie}})} é perfeitamente válido e tem o tipo {\displaystyle {\textit {animal}}}. A fim de fornecer as informações de que a mãe de um cão é um cão, por sua vez, uma nova declaração  {\displaystyle {\textit {mother}}:{\textit {dog}}\longrightarrow {\textit {dog}}}pode ser emitida; isso é chamado de  sobrecarga de funções , semelhante ao Polimorfismo em linguagens de programação.
Lógica ordem-sortida pode ser traduzida em lógica não sortida, usando um predicado unário {\displaystyle p_{i}(x)} para cada tipo{\displaystyle s_{i}}, e um axioma {\displaystyle \forall x:p_{i}(x)\rightarrow p_{j}(x)} para cada declaração de subtipo  {\displaystyle s_{i}\subseteq s_{j}}. A abordagem inversa foi bem sucedido na prova de teoremas automatizado: em 1985, Christoph Walther poderia resolver um problema, então referência, traduzindo-a na lógica ordem-sortida, portando fazendo isso uma ordem de magnitude, assim como muitos predicados unários se transformaram em tipos.
A fim de incorporar uma lógica classificados ordem em um teorema automatizado prover baseada em cláusulas, uma correspondente algoritmo de unificação ordem-sortida é necessário,que exige que para quaisquer dois tipos declarados {\displaystyle s_{1},s_{2}} their intersection {\displaystyle s_{1}\cap s_{2}} ser declarados, para: se {\displaystyle x_{1}} e {\displaystyle x_{2}} é im tipo variável {\displaystyle s_{1}} e {\displaystyle s_{2}}, respectivamente, a equação {\displaystyle x_{1}{\stackrel {?}{=}}x_{2}} possui a solução {\displaystyle \{x_{1}=x,\;x_{2}=x\}}, onde {\displaystyle x:s_{1}\cap s_{2}}.
Smolka generalizou a lógica ordem-sortida para permitir polimorfismo paramétrico.

IEm seu quadro, declarações de subtipo são propagadas para expressões do tipo complexo.
Como um exemplo de programação, um tipo paramétrico {\displaystyle {\textit {list}}(X)} pode ser declarado (with {\displaystyle X} sendo um tipo paramétrico como em um template C++), e de uma declaração de subtipo {\displaystyle {\textit {int}}\subseteq {\textit {float}}} a relação {\displaystyle {\textit {list}}({\textit {int}})\subseteq {\textit {list}}({\textit {float}})} é automaticamente inferida, significando que cada lista de inteiros é também uma lista de tipos float.
Schmidt-Schauß generalizou ordem-sortida para permitir a declaração de termos.
Como um exemplo, asumindo declarações de subtipos {\displaystyle {\textit {even}}\subseteq {\textit {int}}} e {\displaystyle {\textit {odd}}\subseteq {\textit {int}}}, uma declaração de termo como {\displaystyle \forall i:{\textit {int}}.\;(i+i):{\textit {even}}} permite declarar uma propriedade de adição de inteiros que não pode ser expressada por poliformismo  ordinário.